# 白襷隊
白襷隊（日語：しろだすきたい）為日俄戰爭、旅順會戰、第三回總攻撃時所成立之「特別支隊」。夜襲之際、日軍將士掛上白襷布條以資識別，故以此作為名稱由來。日俄戰爭後以白襷作為隊名稱呼（此名稱不是正式部隊名稱番號）。

## 概要
1904年（明治37年）11月26日、第三回旅順總攻撃開始之際由第1師團特別步兵第25聯隊二個大隊、第12、第35聯隊各一個大隊、工兵第9大隊一個小隊、及第7師團衛生隊總計3100餘名兵員、成立一敢死隊的特別支隊組織，進行松樹山第四砲台之奇襲作戰任務。日軍從水師營進入松樹山西北麓。26日午後9時、突入敵堡壘的第一線散兵壕時、因地雷爆發而潰亂。也因日軍敢死隊以掛上白襷布條作為識別，在俄軍探照燈照射時產生光線反射致被偵測到，進而遭到重大的兵員傷亡。後續部隊亦同様遭到傷亡、支隊長中村覺少將被敵彈擊中負傷。當時死傷者眾，故於11月27日午前2時因傷亡過重而退卻，白襷隊奮戰以失敗告終。